# Stanford Robert Ovshinsky
Stanford Robert Ovshinsky (24 novembre de 1922, Akron (Ohio)– 17 d'octubre de 2012) fou un inventor i científic estatunidenc que durant cinquanta anys li van ser concedides més de quatre-centes patents, la majoria relacionades amb l'àmbit de l'energia i la informació. Moltes de les seues invencions han tingut aplicacions molt amplis. Entre els més prominents es troben: una pila de níquel i hidrur metàl·lic respectuosa amb el medi ambient, utilitzada per ordinadors portàtils, càmeres digitals, telèfons mòbils i cotxes elèctrics i híbrids; panells i lamines solars flexibles i fines; pantalles de cristall líquid; CD-RW i DVD-RW; cel·les de combustible d'hidrogen; i memòries de canvi de fase no volàtils.
Ovshinsky va obrir el camp científic dels materials sòlids amorfs mentre que investigava durant les dècades del 1940 i 1950 en neurofisiologia, malalties neuronals, la natura de la intel·ligència dels mamífers i les màquines i les cibernètica. Els semiconductors del silici amorf s'han convertit en la base de moltes tecnologies i indústries. Ovshinsky també és notable per ser una persona autodidacta, sense formació formal en universitat o similars. Al llarg de la seua vida, la seua estima per la ciència i les seues conviccions socials han sigut les principals motivacions per a la seua feina d'inventor.
L'1 de gener de 1960, Ovshinsky va cofundar amb Iris Miroy Dibner, amb qui es va casar poc després del divorci amb Norma Rifkin, Energy Conversion Laboratory per a desenvolupar els seus invents per a solucionar problemes de la societat, especialment aquells que identificava en l'àmbit de la informació i energia (per exemple, la pol·lució i les guerres al voltant del petroli).